# Zacisk ochronny
Zacisk ochronny – element występujący w pierwszej klasie ochronności odbiorników energii elektrycznej.
Klasa I obejmuje urządzenia, w których zastosowano ochronę podstawową i dodatkową, a obudowy tych urządzeń przeznaczone są do połączenia z przewodem ochronnym. Urządzenia te są wyposażone w zacisk ochronny lub w przewód ruchomy z żyłą ochronną, zakończony wtyczką ze stykiem ochronnym.